# Miri Ben-Ari
Miri Ben-Ari hebr. מירי בן ארי (ur. 4 grudnia 1978 w Tel Awiwie) – izraelska skrzypaczka, półkrwi Polka, laureatka wielu nagród Grammy. Jest znana za swoje występy w projektach hip-hopowych. Stworzyła swój własny styl muzyki łącząc muzykę poważną, jazz, R&B i hip-hop. Obecnie przebywa w Stanach Zjednoczonych. Została odkryta przez byłego członka grupy Fugees, Wyclef Jeana.
Jej najnowszy album, The Hip-Hop Violinist, został wydany 20 września 2005 roku.
25 czerwca 2009 wystąpiła w Łodzi w TOYA STUDIOS. Był to jej pierwszy koncert organizowany w Polsce.
Miri Ben-Ari jest też słynna ze swej działalności społecznej. Prowadzi organizację Gedenk („Pamiętam”), która uświadamia społeczeństwu znaczenie Holocaustu. Za swą aktywność otrzymała wiele nagród.
Wystąpiła gościnnie w albumie Armina van Buurena Intense, w tytułowym utworze.